# Saleha Mohamed Alam

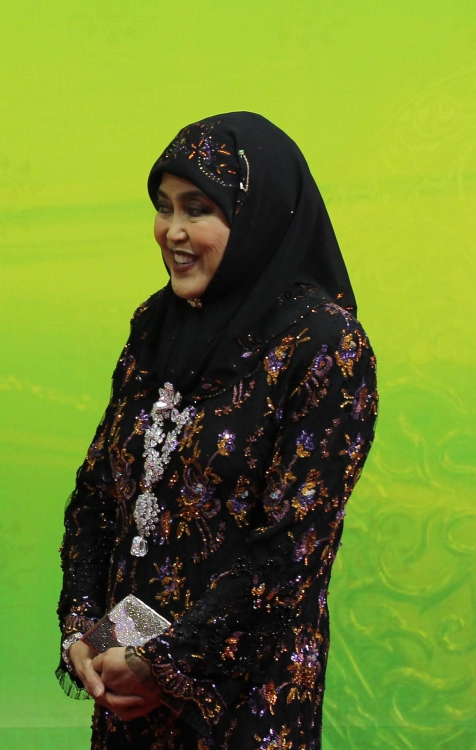
Saleha von Brunei (2013)

Duli Raja Isteri Pengiran Anak Hajah Saleha binti Al-Marhum Pengiran Pemancha Pengiran Anak Haji Mohamed Alam (* 7. Oktober 1946 in Brunei-Stadt), geborene Saleha Mohamed Alam ist durch Einsetzung ihres Ehemannes Hassanal Bolkiah als Sultan von Brunei seit 1967 Königin von Brunei Darussalam. Sie ist als „Raja Isteri“ die Erstfrau des Sultans und somit Mutter des Thronfolgers.

## Kindheit und Bildung
Anak Saleha genoss die schulische Ausbildung in der Palastschule des Istana Darul Hana in Brunei-Stadt (heute Bandar Seri Begawan).

## Heirat und Nachkommen
Saleha ehelichte Hassanal Bolkiah, den damaligen Kronprinz von Brunei am 28. Juli 1965 in einer arrangierten Ehe.
Königin Saleha und der Sultan haben sechs gemeinsame Kinder. Ihr ältester Sohn ist Kronprinz Al-Muhtadee Billah (* 17. Februar 1974).

## Aufgaben
Als Königin von Brunei übernimmt Saleha zahlreiche soziale Aufgaben. So ist sie Vorsitzende zahlreicher Frauenorganisationen und hat sich vor allem der Förderung von Frauen verschrieben.